# Liste der Baudenkmale in Schulzendorf
In der Liste der Baudenkmäler in Schulzendorf sind alle Baudenkmale der brandenburgischen Gemeinde Schulzendorf und ihrer Ortsteile enthalten. Grundlage ist die Landesdenkmalliste mit dem Stand vom 31. Dezember 2020. Die Bodendenkmale sind in der Liste der Bodendenkmale in Schulzendorf aufgeführt.

## Legende
In den Spalten befinden sich folgende Informationen:
- ID-Nr.: Die Nummer wird vom Brandenburgischen Landesamt für Denkmalpflege vergeben. Ein Link hinter der Nummer führt zum Eintrag über das Denkmal in der Denkmaldatenbank. In dieser Spalte kann sich zusätzlich das Wort Wikidata befinden, der entsprechende Link führt zu Angaben zu diesem Denkmal bei Wikidata.
- Lage: die Adresse des Denkmales und die geographischen Koordinaten. Link zu einem Kartenansichtstool, um Koordinaten zu setzen. In der Kartenansicht sind Denkmale ohne Koordinaten mit einem roten beziehungsweise orangen Marker dargestellt und können in der Karte gesetzt werden. Denkmale ohne Bild sind mit einem blauen bzw. roten Marker gekennzeichnet, Denkmale mit Bild mit einem grünen beziehungsweise orangen Marker.
- Bezeichnung: Bezeichnung in den offiziellen Listen des Brandenburgischen Landesamtes für Denkmalpflege. Ein Link hinter der Bezeichnung führt zum Wikipedia-Artikel über das Denkmal.
- Beschreibung: die Beschreibung des Denkmales
- Bild: ein Bild des Denkmales und gegebenenfalls einen Link zu weiteren Fotos des Baudenkmals im Medienarchiv Wikimedia Commons

## Allgemein
| ID-Nr.   | Lage   | Bezeichnung                                                           | Beschreibung | Bild |
| -------- | ------ | --------------------------------------------------------------------- | ------------ | ---- |
| 09140365 | (Lage) | Denkmalbereichssatzung für den historischen Ortskern von Schulzendorf |              | BW   |

## Denkmale

### Schulzendorf
| ID-Nr.                           | Lage                            | Bezeichnung | Beschreibung | Bild |
| -------------------------------- | ------------------------------- | --- | --- | --- |
| 09140390                         | Dorfstraße (Lage)               | Gutsanlage mit Gutshaus und Park sowie Kirche, Verwalterwohnhaus und zwei Gesindewohnhäusern in ihrem überlieferten Erscheinungsbild unter Wahrung der historischen Substanz der Gebäudehülle | Das Gut Schulzendorf befand sich von 1718 bis 1812 im Eigentum der Hohenzollern, dann kaufte es der preußische Staatsminister Freiherr von der Reck. Die Kirche, in Dokumenten auch als Patronatskirche bezeichnet, wurde in der zweiten Hälfte des 19. Jahrhunderts im Stil der Neugotik errichtet. Sie ersetzte einen Vorgängerbau aus dem 14./15. Jahrhundert. Im Inneren befinden sich Wandmalereien im Jugendstil, eine Orgel sowie Wappentafeln von 1694 und eine seltene Einzeigeruhr von vor 1735. Erhalten ist außerdem eine Bronzeglocke aus dem Jahr 1707. | weitere Bilder |
| 09141139 Teilobjekt zu: 09140390 | Dorfstraße 15 (Lage)            | Herrenhaus | | BW |
| 09141140 Teilobjekt zu: 09140390 | Dorfstraße 21, 23 (Lage)        | Gesindehaus | | BW |
| 09141141 Teilobjekt zu: 09140390 | Dorfstraße 15 c (Lage)          | Inspektorenhaus | | BW |
| 09141142 Teilobjekt zu: 09140390 | Dorfstraße (Lage)               | Kirche | Die Patronatskirche wurde von 1865 bis 1866 erbaut. | BW |
| 09141143 Teilobjekt zu: 09140390 | Dorfstraße (Lage)               | Gutspark | | BW |
| 09140878                         | Ernst-Thälmann-Straße 88 (Lage) | Kreuzkirche | Die Saalkirche wurde im Jahr 1952 errichtet. Im Innern steht unter anderem eine Orgel aus der Patronatskirche in Alt-Schulzendorf. | weitere Bilder |
| 09140336                         | Miersdorfer Straße (Lage)       | Gedenkstein für die am 3.9.1933 und am 13.3.1943 ermordeten Antifaschisten M. John und O. Krien, auf dem Friedhof                                                                             | Grabmal Max John | Gedenkstein für die am 3.9.1933 und am 13.3.1943 ermordeten Antifaschisten M. John und O. Krien, auf dem Friedhof |
| 09140841 Teilobjekt zu: 09140336 | Miersdorfer Straße (Lage)       | Grabmal | Grabmal Otto Krien | BW |